# Fatima Lamarti
Fatima Lamarti (Vilvoorde, 16 december 1966) is een Belgisch politica en Federale Volksvertegenwoordiger voor Vooruit.

## Biografie
Lamarti heeft Marokkaanse roots. Haar vader vestigde zich in 1962 als gastarbeider in Vilvoorde, haar moeder kwam twee jaar later na. Ze werd beroepshalve schoolopbouwwerkster in het stedelijk onderwijs en ging daarna tot in 2008 een leidinggevende functie bekleden bij een vervoersmaatschappij.
Ze engageerde zich in Vilvoorde bij PROJO, een organisatie van progressieve jongeren die ijverde voor een jeugdvriendelijker Vilvoorde. Deze organisatie verbond zich met de plaatselijke SP-afdeling, waarvoor Lamarti kandideerde bij de gemeenteraadsverkiezingen van oktober 2000. Ze werd verkozen en was daarmee het eerste gemeenteraadslid van allochtone origine in de stad.
Van september 2008 tot december 2024 was ze schepen van Vilvoorde. In die hoedanigheid werd ze onder andere bevoegd over onderwijs, maatschappelijke integratie, sociaal beleid en gelijke kansen. Daarnaast was Lamarti van 2019 tot 2024 voorzitter van het Bijzonder comité voor de sociale dienst van de stad. Na de gemeenteraadsverkiezingen van oktober 2024 belandde Lamarti als raadslid in de oppositie. Van 2012 tot 2018 was ze voor de sp.a tevens provincieraadslid van Vlaams-Brabant.
Bij de federale verkiezingen van 9 juni 2024 bekleedde Lamarti de tweede plaats op de Vooruit-lijst in de kieskring Vlaams-Brabant en werd ze verkozen in de Kamer van volksvertegenwoordigers.